# Johann Ludwig von Hordt

Johann Ludwig von Hordt

Johann Ludwig Graf von Hordt (* 1719 in Stockholm; † 21. August 1798 in Berlin) (Hård nach der schwedischen Ritterschaftsmatrikel) war ein preußischer Generalleutnant schwedischer Herkunft und Gouverneur der Zitadelle Spandau.

## Leben

### Herkunft
Johann Ludwig entstammte dem schwedischen Adelsgeschlecht Hård af Segerstad. Er war der Sohn des schwedischen Generalleutnants und Reichsrates Carl-Gustaf Hårdh (Vater und Sohn schrieben ihren Namen unterschiedlich). Mit guten Manieren und militärischer Erfahrung kam Hordt bald in die höchsten Kreise der damaligen Gesellschaft.

### Militärische Karriere
Im Russisch-Schwedischen Krieg von 1741 bis 1742 war er Leutnant im Dalregiment und wurde später zum Regiments-Quartiermeister befördert. Er ging danach ins Ausland. Bereits 1747 wurde er zum Oberst in Holland und 1748 auch in Schweden befördert. Er war einer der Führer der schwedischen Hofpartei, die 1756 einen Umsturz plante, um die Macht des Königs zu verstärken. Er wurde nach dem fehlgeschlagenen Putschversuch zum Tode verurteilt. Es ist dem Grafen jedoch gelungen das Land zu verlassen und er floh über Dänemark nach Holland und von dort über die Schweiz nach Brandenburg. Da die damalige schwedische Königin und Drahtzieherin hinter dem Putsch, Lovise Ulrike die Schwester Friedrich des Großen war, wurde ihm in Preußen Zuflucht gewährt.
1758 trat er unter Friedrich II. als Oberst in die Preußische Armee ein und war während des Siebenjährigen Krieges Kommandant des Freiregiments Nr. 9. Aber bereits am 15. September 1759 geriet er während eines Erkundungsrittes bei Trebatsch in einen Sumpf. Er wurde dort von den russischen Husaren gefangen genommen und nach Sankt Petersburg gebracht. Der Regierungsantritt des preußenfreundlichen Zaren Peter III. ermöglichte 1762 seine Freilassung. So konnte er am 16. August 1762 sein Regiment in das Gefecht von Langenbielau führen, wo er durch einen Schuss in den linken Arm schwer verletzt wurde. Nach dem Krieg wurde das Regiment aufgelöst und Hordt 1763 zum Generalmajor ernannt.
1765 wurde er in Schweden begnadigt, und obwohl er mehrfach zwischen Schweden und Preußen vermittelte, ging er nie nach Schweden zurück. Bereits 1764 kaufte er die Südspitze der Halbinsel Sacrow in Potsdam und ließ dort ein Gutshaus mit einem großen Garten errichten. 1773 ist das Schloss Sacrow erbaut worden.
1775 wurde er zum Generalleutnant befördert. Von 1776 bis 1780 war er Gouverneur der Zitadelle Spandau. Im Bayerischen Erbfolgekrieg 1778 stellte er in Oranienburg wieder ein Freiregiment auf, welches dem Heer des Prinzen Heinrich unterstellt wurde. Mit dem Ende des Krieges 1779 wurde es wieder aufgelöst.

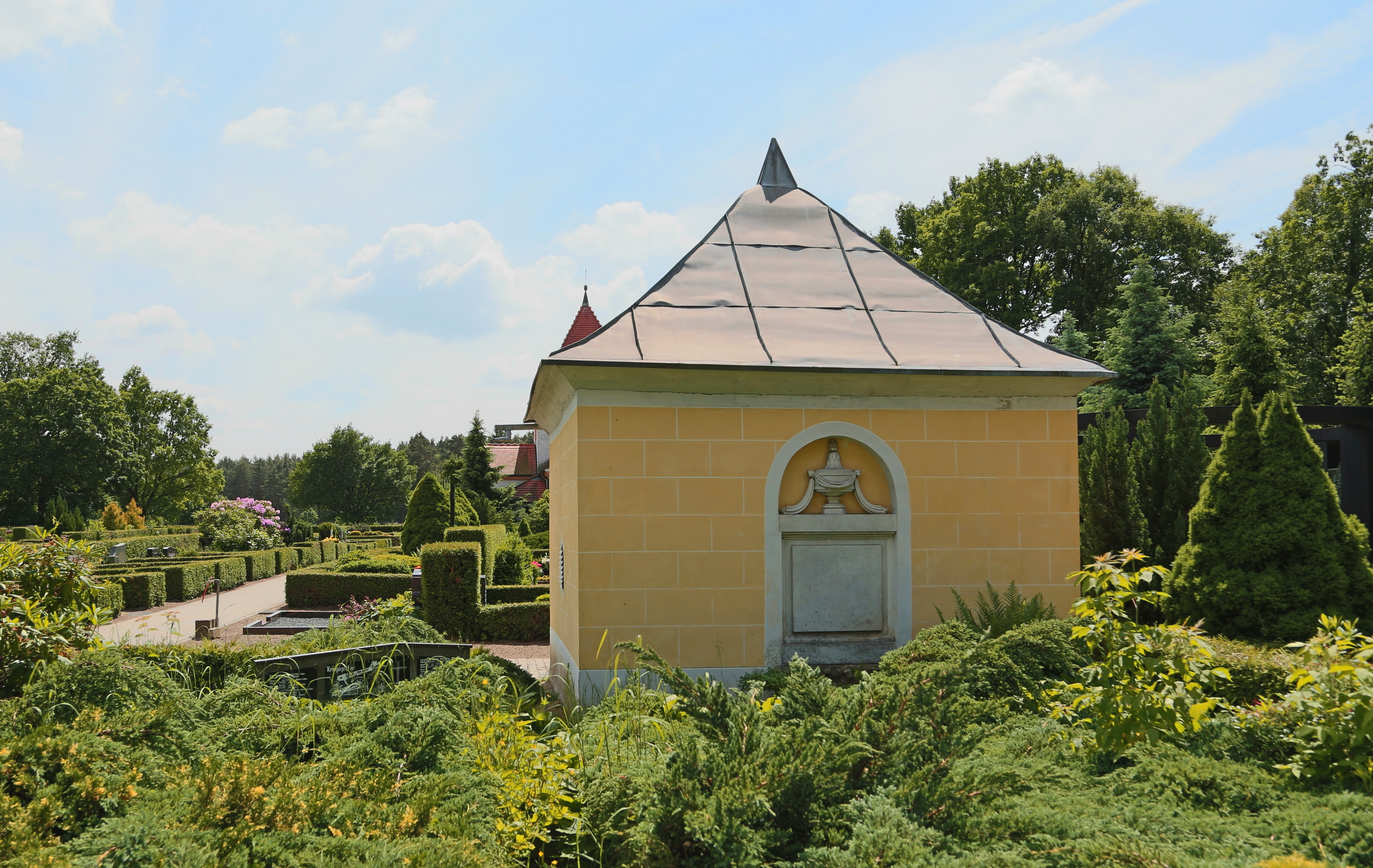
Grabbau der Familie Hordt in Groß Leuthen (2014)

1780 verkaufte er das Schloss an Heinrich de la Motte Fouqué, den Vater von Friedrich de la Motte Fouqué. Nach seinem Tod 1798 wurde er in Groß Leuthen in der Niederlausitz beerdigt.
Hordt war Inhaber des Großkreuzes des Schwertordens sowie seit 14. Dezember 1786 Ritter des Seraphinenordens.

### Familie
Hordt war zwei Mal verheiratet. Am 2. Januar 1748 eheliche er Komtesse Ulrike Juliane Henriette von Wachtmeister-Johannishus (1722–1777), Tochter des schwedischen Admirals Carl Hans Wachtmeister. Das Paar hatte zwei Söhne und drei Töchter. Sein jüngerer Sohn Adolf Friedrich (1753–1805) wurde preußischer Major und stand zuletzt im Füsilierbataillon „von Stutterheim“. Er war mit Marie Sophie Karoline von Lengefeld, Tochter des Generalleutnants Friedrich Wilhelm von Lengefeld verheiratet. Da er kinderlos starb, erlosch der preußische Zweig der Familie.
Nach deren Tod heiratete er am 5. Februar 1781 in Berlin in der Dreifaltigkeitskirche Sophia Christiane Dorothea (1734–1802), Tochter des ehemaligen Kriegsministers Heinrich Graf von Podewils. Sie war eine Geschiedene von Marschall sowie die Witwe von Johann August von Haeseler (1724–1763)  und des Oberstleutnants Emanuel Friedrich von Bredow (1732–1780). Das Paar hatte keine Kinder. Sie brachte das Schloss Groß Leuthen mit in die Ehe ein. Es liegt in der Nähe des Ortes, wo er zuvor gefangen genommen worden war. Dort hielt er sich nun gerne auf.

## Werke
- Mémoires d’un gentilhomme suédois. 1784, Digitalisat
  - deutsch: Denkwürdigkeiten oder Lebens-Geschichte eines Schwedischen Edelmanns. Pitra, Berlin 1788; archive.org.
- Berättelse om Finska kriget som fördes åren 1741, 1742 och 1743; jämte de Nästföregående och Nästpåföljande Händelser i Sverige. Stockholm 1789 („Geschichte des finnischen Krieges, der die Jahre 1741, 1742 und 1743, plus den nächsten und den nächsten späteren Ereignissen in Schweden.“)